# 坂上俊次
坂上 俊次（さかうえ しゅんじ、1975年12月21日 - ）は、中国放送（RCC）のアナウンサー。兵庫県伊丹市出身。星座はいて座。

## 概要
関西学院大学社会学部卒業後、1999年中国放送（RCC）に入社。主にスポーツ番組を中心に数々の番組を担当している。アナウンサー試験では、北海道から鹿児島まで放送局を受けたものの、いずれも不合格となり大学を留年した。実際、1998年度に中国放送のアナウンサー試験を受けたものの合格できず、翌1999年度に再度試験を受け内定した経緯があった。
月刊誌『広島アスリートマガジン』（サンフィールド）2004年2月号から「赤ヘル注目の男たち」を連載中。その連載の約8年間をまとめた『カープ魂 33の人生訓』を2011年3月に出版。
2015年、広島のスポーツチームの指導者たちを取材した著書『優勝請負人 アナウンサーが伝えたい9つの覚悟』（本分社）で、第5回広島本大賞を受賞した。

## 現在の担当番組

### テレビ
- S☆1 BASEBALL （広島東洋カープ戦、地上波がローカル放送（中国放送のみ。独自制作のビジターゲームを含む）の場合は、Veryカープ! RCCカープデーゲーム中継（デーゲーム）、Veryカープ! RCCカープナイター（ナイター）として放送）
- サッカー中継 （サンフレッチェ広島など）
- 翔べ!ドラゴンフライズ（2019年 - 2020年5月）ナビゲーター
- RCCニュース（スポーツ部兼務となってからは担当が減少）

### ラジオ
- RCCカープナイター
  - 2024年6月7日の広島東洋カープ対千葉ロッテマリーンズ戦（マツダスタジアムでのセ・パ交流戦）中継（解説：山崎隆造）では、同スタジアムにおける日本プロ野球（NPB）公式戦初のノーヒットノーラン（NPB史上90人目の記録）を、大瀬良大地（カープの先発投手）が達成するまでの一部始終を実況した。
- それ聴け!Veryカープ! （2017年4月 - ） メインパーソナリティ
- それ聴け!スポ魂! 火曜「DUNK!」（2017年10月3日 - ）パーソナリティ
- カープのUlala (2021年5月- 不定期出演)
- 中国新聞ニュース

## 過去の担当番組

### テレビ
- ときめきストリート
- Eタウン・SPORTS　MC
- Veryカープ!連覇は一日にしてならず!～黄金時代への秘策～（2017年7月16日） MC
- ドラフト緊急生特番!お母さんありがとう（2017年10月26日、TBSテレビ） リポーター
- イマなまっ!SP V8 2017カープファン感謝デー生放送（2017年11月23日）
- イマなまっ!SP カープV8優勝パレード完全生中継! （2017年11月25日）
- カープ日本一TV 2018〜夢の日本一へ決意の書初め!〜（2018年1月1日） ナビゲーター
- バスケは“生”が面白い!西の戦国Bリーグを見届けろ!〜熊本・愛媛・広島、3つのバスケストーリー〜（2018年4月1日） ナビゲーター
- Veryカープ!常勝帝国への道!～鯉戦士たちの熱き魂～（2018年7月15日） MC
- カープ日本一TV 2019 〜THE 絆〜（2019年1月1日） MC
- RED DREAMER 鈴木誠也 メジャーの星になれ（2022年1月2日）AP
- カープ緊急特番! 大瀬良大地ノーヒットノーラン達成おめでとう!（2024年6月8日 ） MC
- 選挙の日2024広島（2024年10月27日）リポーター

### ラジオ
- らじキンギョ
- サンデースタジアムGOGO
- カープスタジアムGOGO
- 真夜中のひとりごと
- 中四国ライブネット
  - 「広島発　広島の味覚冬の陣、海彦山彦対決」（2005年12月17日） 「山彦」リポーター
- サンデースタジアムGogo!（毎年10月～毎週日曜）
- 消えずの火～  はつかいちサンブレイズの挑戦～（2025年1月2日）ナレーション
- ヒロマツ　サタデー・ピットイン（2025年1月4日）ゲスト

## 連載
- 赤ヘル注目の男たち（月刊 広島アスリートマガジン、2004年2月号 - ）
- デイリースポーツ広島版 RCCコラム筆砥挑来
- コイの恩返し（月刊 広島アスリートマガジン、2020年6月号 - ）

## 著書
- カープ魂 33の人生訓（2011年3月13日、サンフィールド出版、ISBN 978-4990233631）
- 優勝請負人 アナウンサーが伝えたい9つの覚悟（2014年4月22日、本分社、ISBN 978-4864850131）第5回広島本大賞受賞[5]
- 惚れる力 ― カープ一筋50年。苑田スカウトの仕事術 （2015年11月7日、サンフィールド、ISBN 978-4990233693）
- 優勝請負人2（2017年1月13日、本分社、ISBN 978-4990827991）
- 「育てて勝つ」はカープの流儀（2020年3月9日、カンゼン、ISBN 978-4862555403）
- 朱に交われば朱くなる 広島ドラゴンフライズ、逆境からの軌跡と奇跡（2021年9月3日、秀和システム）ISBN 978-4798064772
- 眼力 カープスカウト 時代を貫く"惚れる力"（2022年3月30日、サンフィールド）ISBN 978-4908473104
- 轍学 広島ドラゴンフライズ朝山正悟 人生のルールブック（2024年4月19日、ベースボール・マガジン社）
- 広島ではたらきたくなる本（2024年12月5日、南々社）